# Курдистанский хребет
Курдиста́нский хребе́т — горный хребет в Иране, на границе с Турцией и Ираком.
Протяжённость хребта составляет 240 км, средняя высота — около 3000 м. Сложен преимущественно кристаллическими и метаморфизованными сланцами, мраморами и песчаниками. Расчленён короткими, но глубокими ущельями, иногда сквозными (например, ущелье реки Котур). На востоке хребта — горные сухие степи; на западных, более увлажнённых склонах распространены редкостойные дубовые лес. Вершины гор покрыты альпийскими лугами и фриганоидной растительностью.